# Hal B. Volis
Harold Brent Volis (rođen kao Aron Blum Volovič; 14. septembar 1898 – 5. oktobar 1986) bio je američki filmski producent poznat po nizu hvaljenih i uspešnih filmova među kojima se ističu Kazablanka i Čovek zvani hrabrost. Volis je karijeru počeo u klasičnom Holivudu radeći za studio Vorner bros, te je bio zaslužan za neke od njegovih najznačajnijih ostvarenja 1930-ih i ranih 1940-ih. Nakon svađe sa Džekom Vornerom je napustio Vorner bros i od toga vremena počeo blisko da surađuje sa studijem Paramaunt pikčers.

## Život i karijera
Aron Blum Volovič je rođen 19. oktobra 1898 u Čikagu u Ilinoisu, kao sin Eve (devojački Blum) i Jakoba Volovič, koji su bili aškenazi jevreji iz Suvalki regiona Poljske, koji su promenili svoje prezime u Volis.
Njegova familija se preselila 1922. godine u Los Anđeles u Kaliforniji, gde je on našao posao kao deo odeljenja za publicitet pri Vorner brosu 1923. godine. U roku od nekoliko godina, Volis se uključio u produkcijski osek posla i vremenom je postao šef produkcije u Vorneru. U karijeri koja je trajala više od 50 godina, bio on je učestvovao u produkciji više od 400 dugometražnih igranih filmova.
Među značajnijim filmovima koje je snimio su bili Kasablanca, Pobeda nad tamom, Avanture Robina Huda, Malteški soko, Narednik Jork i Na raskršću.
U martu 1944. godine, Volis je osvojio Oskara za najbolji film na 16. dodeli Oskara. Tokom ceremonije, kada je nagrada proglašena za Kazablanku, Volis je ustao da je primi, ali je šef studija Džek L. Vorner pojurio na pozornicu „sa širokim, blistavim osmehom i izgledom velikog samozadovoljstva”, prisetio se kasnije Volis. „Nisam mogao da verujem da se to dešava. Kazablanka je bila moja kreacija; Džek nije imao apsolutno nikakve veze s tim. Dok je publika aplaudirala, ja sam pokušao da se izvučem iz redova sedišta i u hodnik, ali čitava porodica Vorner je tu sedela blokirajući me. Nisam imao drugog izbora nego da ponovo sednem, ponižen i besan ... Skoro četrdeset godina kasnije, još se nisam oporavio od šoka.” Ovaj incident je naveo Volisa da napusti Vorner bros sledećeg meseca.
Volis je počeo da radi kao nezavisni producent, uživajući značajan uspeh i komercijalno i kritički. Prvi scenaristi koje je angažovao za svoje novo preduzeće bili su Ajn Rand i Lilijan Helman. Među njegovim finansijskim hitovima bile su komedije Dina Martina i Džerija Luisa, kao i nekoliko filmova Elvisa Prislija.
Volis i njegova druga supruga, glumica Marta Hajer, dali su sredstva za izgradnju Hal i Marta Hajer Volis teatra, koje je teatar crne kutije, pri Univerzitetu Nortvestern.

### Brakovi
Volis je bio oženjen za glumicu Luiz Fazendu od 1927. do njene smrti 1962. Oni su imali sina Brenta, koji je postao psihijatar. Volis je bio oženjen glumicom Martom Hajer od 1966. do svoje smrti 1986.

## Smrt
Volis je umro 5. oktobra 1986. od komplikacija dijabetesa u Rančo Miražu u Kaliforniji, dve nedelje od svog 88. rođendana. Vest o njegovoj smrti objavljena je tek nakon što je završen njegov privatni pomen. Predsednik SAD Ronald V. Regan, koji se pojavio u Volisovim filmovima Santa Fe Trail i This Is The Army, uputio je saučešće porodici. Valis je sahranjen u Velikom mauzoleju na groblju Forist Lon memorijalni park u Glendejlu, Kalifornija.

## Filmografija
- Little Caesar (1931)
- Central Airport (1933)
- The Petrified Forest (1936)
- Kid Galahad (1937)
- West of Shanghai (1937)
- The Invisible Menace (1938)
- The Adventures of Robin Hood (1938)
- Comet Over Broadway (1938)
- Dark Victory (1939)
- The Private Lives of Elizabeth and Essex (1939)
- All This, and Heaven Too (1940)
- Castle on the Hudson (1940)
- Santa Fe Trail (1940)
- Sergeant York (1941)
- The Maltese Falcon (1941)
- They Died with Their Boots On (1941)
- Casablanca (1942)
- Now, Voyager (1942)
- Yankee Doodle Dandy (1942)
- This Is the Army (1943)
- Love Letters (1945)
- You Came Along (1945)
- The Strange Love of Martha Ivers (1946)
- Desert Fury (1947)
- So Evil My Love (1948)
- The Fountainhead (1949)
- Dark City (1950)
- The Furies (1950)
- The Rainmaker (1956)
- Gunfight at the O.K. Corral (1957)
- Loving You (1957)
- King Creole (1958)
- Career (1959)
- G.I. Blues (1960)
- Blue Hawaii (1961)
- Summer and Smoke (1961)
- Girls! Girls! Girls! (1962)
- Fun in Acapulco (1963)
- Wives and Lovers (1963)
- Becket (1964)
- Roustabout (1964)
- The Sons of Katie Elder (1965)
- Paradise, Hawaiian Style (1966)
- Barefoot in the Park (1967)
- Easy Come, Easy Go (1967)[12][13][14][15]
- True Grit (1969)[16][17][18][19]
- Anne of the Thousand Days (1969)[20][21][22][23]
- Mary, Queen of Scots (1971)[24][25][26]
- Rooster Cogburn (1975)[27][28][29][30][31]

## Spoljašnje veze
- Hal B. Wallis na sajtu  (jezik: engleski)